# Tour de l'Horloge (Nevers)
La tour de l'Horloge est une des tours anciennes de la ville de Nevers, en France. Elle est aussi nommée « tour du Beffroi » et se situe rue des Boucheries

## Histoire
Cette tour fut construite à la fin du XIVe siècle à la demande du comte Philippe de Bourgogne. Elle a été complétée d’une horloge (XVe) et d’une girouette (XXe). Outre ses rôles de galeries marchandes et de justice pour le Comte, au sommet de la tour se trouvait un guetteur qui signalait les feux et éventuels pillards apparaissant à l’horizon.
Le vaste bâtiment construit en 1398 par Philippe, comte de Nevers, troisième fils de Philippe le Hardi, duc de Bourgogne, présente une double fonction particulièrement importante pour la vie de la cité. En son rez-de-chaussée sont aménagées les halles pour l'une des plus puissantes corporations, celle des bouchers, à qui le comte Philippe accorde des statuts le 28 avril 1400 (ce sont les plus anciens statuts de corporation connus pour Nevers). A l'étage prend place la cour du bailliage chargée de la justice comtale. Elle regroupe autour du bailli, choisi par le comte parmi ses plus proches conseillers, son lieutenant général, quelques greffiers, les notaires, scribes et clercs. (source : "Cheminement piéton de la Ville de Nevers").

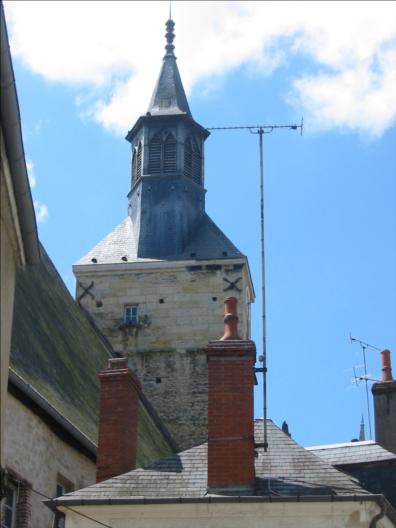